# Cienfuegosia gerrardii
Cienfuegosia gerrardii är en malvaväxtart som först beskrevs av William Henry Harvey och Sond., och fick sitt nu gällande namn av Bénédict Pierre Georges Hochreutiner. Cienfuegosia gerrardii ingår i släktet Cienfuegosia och familjen malvaväxter. Inga underarter finns listade i Catalogue of Life.